# Keene (Californië)
Keene is een plaats (census-designated place) in de Amerikaanse staat Californië, en valt bestuurlijk gezien onder Kern County.

## Demografie
Bij de volkstelling in 2000 werd het aantal inwoners vastgesteld op 339.

## Geografie
Volgens het United States Census Bureau beslaat de plaats een oppervlakte van
25,2 km², geheel bestaande uit land. Keene ligt op ongeveer 836 m boven zeeniveau.

## Plaatsen in de nabije omgeving
De onderstaande figuur toont nabijgelegen plaatsen in een straal van 32 km rond Keene.